# Жаныма
Жаныма (Жанама) (каз. Жанама) — река в Жарминском районе Восточно-Казахстанской области, правый приток рукава Чара, Канымы. Длина составляет 70 км, площадь водосборного бассейна — 816 км². Истоки расположены на южных склонах Калбинского хребта.
Жаныма считается самым крупным притоком Чара. Сама река имеет три правых притока, сливающихся вместе: Боршебулак, Ортабулак и Шетбулак. Расход воды составляет 100—120 м³/с, а в летнее время резко сокращается до 30 м³/с.